# Campo de Peñafiel

El Campo de Peñafiel en blau marí

El Campo de Peñafiel és una comarca de la província de Valladolid, que té com a cap comarcal Peñafiel.

## Municipis
- Bahabón
- Bocos de Duero
- Campaspero
- Canalejas de Peñafiel
- Castrillo de Duero
- Cogeces del Monte
- Corrales de Duero
- Curiel de Duero
- Fompedraza
- Langayo
- Manzanillo
- Olmos de Peñafiel
- Peñafiel (inclou Aldeayuso, Mélida i Padilla de Duero)
- Pesquera de Duero
- Piñel de Abajo
- Piñel de Arriba
- Quintanilla de Arriba
- Quintanilla de Onésimo
- Rábano
- Roturas
- San Llorente
- Torre de Peñafiel (inclou Molpeceres)
- Torrescárcela
- Valbuena de Duero (inclou San Bernardo)
- Valdearcos de la Vega